# Rosita Toros
Rosita Toros, dite parfois Rosita Torosh, née le 10 novembre 1945 à Udine et morte le 8 décembre 1995 dans la même ville, est une actrice italienne.

## Biographie
Elle est diplômée du Centro sperimentale di cinematografia en 1969, année où elle commence sa carrière cinématographique. Dès son plus jeune âge, sa passion pour l'art dramatique l'a amenée à pratiquer le théâtre en amateur à Udine, sa ville natale. Comme beaucoup d'autres acteurs diplômés du C.S.C. (son amie Carla Mancini, Luigi Antonio Guerra (it), Lorenzo Piani et d'autres), elle apparaît dans de nombreux films dans les années 1970 (westerns spaghettis, musicarelli, comédies à l'italienne et gialli), dans lesquels elle joue également des seconds rôles.
Elle a joué dans I pugni di Rocco (it), un film de Lorenzo Artale qui n'a eu qu'une distribution régionale, et a tenu des rôles importants dans d'autres films, dont la comédie Lady Barbara, de Mario Amendola. Il convient de mentionner certaines de ses apparitions dans des productions importantes, telles que L'Oiseau au plumage de cristal, le premier giallo de Dario Argento, La Rançon de la peur, un poliziottesco à succès d'Umberto Lenzi et De la chair pour Frankenstein, un film d'épouvante de Paul Morrissey et Antonio Margheriti. Elle a également travaillé pour la télévision, participant notamment à la série consacrée au commissaire De Vincenzi, interprété par Paolo Stoppa. Toujours dans les années 1970, elle a été présidente de la Lega Italiana Naturisti (litt. « Ligue naturiste italienne »).
En 1991, elle épouse Pietro Cimatti, poète, peintre, critique et essayiste, son compagnon de toujours. En 1992-93, elle a animé l'émission radiophonique La telefonata sur Rai Radio 1, qui traitait principalement de questions spirituelles. Elle meurt le 10 décembre 1995, d'une maladie incurable.

## Filmographie
- 1969 : Oh dolci baci e languide carezze (it) de Mino Guerrini
- 1969 : Franco, Ciccio e il pirata Barbanera (it) de Mario Amendola : Aluna
- 1969 : Zum Zum Zum 2 (it) de Bruno Corbucci : Loretta
- 1970 : L'Oiseau au plumage de cristal (L'uccello dalle piume di cristallo) de Dario Argento : 4e victime
- 1970 : Lady Barbara de Mario Amendola : Leda
- 1970 : Il presidente del Borgorosso Football Club de Luigi Filippo D'Amico la femme de Zanon
- 1970 : Belle d'amore (it) de Fabio De Agostini : prostituée
- 1970 : Napoli 1860 - La fine dei Borboni (it) (TV) d'Alessandro Blasetti
- 1971 : Oltre il duemila (it) de Piero Nelli (it)
- 1971 : Mazzabubù... Quante corna stanno quaggiù? de Mariano Laurenti : Agilulfo's wife
- 1970 : Miracle à l'italienne (Per grazia ricevuta) de Nino Manfredi : Num
- 1971 : Scipion, dit aussi l'Africain (Scipione detto anche l'africano) de Luigi Magni : Naked girl
- 1971 : Questa libertà di avere... le ali bagnate d'Alessandro Santini
- 1971 : Il était une fois la révolution (Giù la testa) de Sergio Leone : générique
- 1971 : Maddalena de Jerzy Kawalerowicz
- 1971 : Acquasanta Joe de Mario Gariazzo : Saloon girl
- 1972 : Canterbury proibito d'Italo Alfaro : Abbess going to Canterbury
- 1972 : Les Nouveaux Contes immoraux (Decameroticus) de Giuliano Biagetti : Wife of Gerbino
- 1972 : I pugni di Rocco (it) de Lorenzo Artale : Erika - Wife of Pataneos
- 1974 : Les Proxénètes (Ettore lo fusto) d'Enzo G. Castellari : Hooker
- 1972 : L'Œil du labyrinthe (L'occhio nel labirinto) de Mario Caiano : Luca's Secretary
- 1972 : Abus de pouvoir (Abuso di potere) de Camillo Bazzoni : Rosaria Cruciani
- 1972 : La Nuit des diables (La notte dei diavoli) de Giorgio Ferroni : Nurse
- 1972 : Si mes nuits d'amour vous étaient contées (Decameron no 3 - Le più belle donne del Boccaccio) d'Italo Alfaro
- 1972 : L'etrusco uccide ancora d'Armando Crispino
- 1972 : Le Nouveau Boss de la mafia (I familiari delle vittime non saranno avvertiti) d'Alberto De Martino : Peppino's mistress
- 1972 : Il tema di Marco de Massimo Antonelli (it)
- 1972 : La Drôle d'affaire (La cosa buffa) d'Aldo Lado : Vera
- 1973 : Chassés-croisés sur une lame de rasoir (Passi di danza su una lama di rasoio) de Maurizio Pradeaux : Nina Ferretti
- 1973 : La Vie sexuelle dans les prisons de femmes (Diario segreto da un carcere femminile) de Rino Di Silvestro : Prisoner from Milan
- 1973 : Teresa la voleuse (Teresa la ladra) de Carlo Di Palma
- 1972 : Contes érotiques ou la Sexologie de Pierre l'Arétin (I giochi proibiti de l'Aretino Pietro) de Piero Regnoli : abbess
- 1973 : Chair pour Frankenstein (Flesh for Frankenstein) de Paul Morrissey et Antonio Margheriti : Sonia
- 1973 : Kid il monello del West (it) de Tonino Ricci
- 1974 : L'erotomane de Marco Vicario : Slapped Woman in the Film
- 1974 : Macrò - Giuda uccide il venerdì (it) de Stelvio Massi
- 1974 : Spasmo d'Umberto Lenzi : femme dans l'auto
- 1974 : Les Derniers Jours de Mussolini (Mussolini ultimo atto) de Carlo Lizzani : Lady companion of Claretta
- 1974 : Joe et Margherito (Arrivano Joe e Margherito) de Giuseppe Colizzi
- 1974 : La Rançon de la peur (Milano odia: la polizia non può sparare) d'Umberto Lenzi : Marta
- 1974 : Fatevi vivi, la polizia non interverrà de Giovanni Fago : Signora Bonsanti
- 1974 : L'Orgasme dans le placard (Donna è bello) de Sergio Bazzini
- 1975 : Le orme de Luigi Bazzoni : Marie Leblanche
- 1975 : Péchés en famille (it) (Peccati in famiglia) de Bruno Gaburro
- 1976 : La Mort en sursis (Il trucido e lo sbirro) d'Umberto Lenzi : drug addict
- 1977 : Les Nuits rouges de la Gestapo (it) (Le lunghe notti della Gestapo) de Fabio De Agostini : Obersturmbannführer Ursula Tanner
- 1977 : Il commissario De Vincenzi (it)  (feuilleton télévisé) de Mario Ferrero (it) : Assia Paris
- 1981 : Don Luigi Sturzo (feuilleton télévisé) de Giovanni Fago : Bertha Pritchard